# Рудник Ора-Банда
Рудник Ора-Банда – колишній гірничодобувний майданчик на заході Австралії.
Вперше наявність покладів золота в районі Ора-Банда виявили у 1893 році, після чого протягом наступних кількох дестяків років тут діяв цілий ряд копалень. Найбільшою з них була Гілмет-Соуз, яка вела видобуток до кінця 1940-х років. Відомо, що первісно вона мала шахту глибиною 60 метрів, а станом на 1914 рік накопичений видобуток досягнув 38 тисяч тонн руди та 0,24 тонни золота. Також відомо, що в 1929 – 1933 роках новий власник вилучив з Гілмет-Соуз 2 тисяч тонн руди та 0,03 тонни золота, а наступний етап розробки почався у 1935 році.
У 1985-му за повномасштабну розробку відкритим способом узялась компанія BHP. Станом на 1988 рік накопичений видобуток з головного рудного тіла досягнув 1,06 млн тонн руди та біля 3,4 тонни золота, при цьому залишкові запаси в контурах кар’єру оцінювались у 0,34 млн тонн руди та 1,2 тонни золота, крім того, запаси на покладах сателітах рахувались як 1,3 млн тонн руди та понад 3 тонни золота (також існували запаси  для підземної розробки, оцінені у 1,75 млн тонн руди та понад 8 тонн золота). BHP вела розробку на Ора-Банда до початку 1990-х років.
В 2013 році у північно-східній частині рудного поля Ора-Банда почав роботу великий рудник Ентерпрайз.